# Kaiserinmutter Bian
Kaiserinmutter Bian (chinesisch 卞太后, Pinyin Biàn Tàihòu, Geburtsname unbekannt; † 230), formell Kaiserin Wuxuan (chinesisch 武宣皇后, Pinyin Wǔxuān Huánghòu – „kriegerische und wissende Kaiserin“), war unter der Regierung der Kaiser Cao Pi und Cao Rui Kaiserinmutter. Sie war die zweite Gemahlin Cao Caos, des Begründers der Wei-Dynastie.

## Familiärer Hintergrund und Heirat mit Cao Cao
Die spätere Kaiserinmutter Bian wurde in der Langye-Kommandantur (im heutigen südöstlichen Shandong) geboren. Sie stammte aus einfachen Verhältnissen und arbeitete in ihrer Jugend als Yiji. Im Alter von 19 Jahren wurde sie eine Konkubine Cao Caos; zu welcher Zeit dies war, ist nicht bekannt, aber es muss vor dem Jahr 187 gewesen sein. Sie gebar ihm die vier Söhne Cao Pi, Cao Zhang, Cao Zhi und Cao Xiong. Sein ältester Sohn Cao Ang starb 197 und wurde von seiner Adoptivmutter Frau Ding so intensiv betrauert, dass Cao Cao sie schließlich verstieß und Frau Bian zu seiner Gattin machte. 213 wurde Cao Cao Prinz von Wei, 219 ernannte Kaiser Xian auch Frau Bian zur Prinzessin von Wei. Als Prinzessin soll sie weise und bescheiden gewesen sein. Sie lehnte insbesondere weitschweifige Feierlichkeiten ab, als ihr Sohn Cao Pi 217 zum Erben des Fürstentums Wei ernannt wurde.

## Als Kaiserinmutter
Cao Cao starb 220, und Cao Pi erbte den Titel Prinz von Wei. Noch im selben Jahr zwang er den Kaiser, zu seinen Gunsten abzudanken, und gründete die Wei-Dynastie. Frau Bian erhielt den Titel der Kaiserinmutter, wurde aber weder in die Verwaltung des Reiches, noch in die Feldzüge gegen die Wu-Dynastie eingebunden. Sie setzte aber durch, dass Titel und Vermögen in der Cao-Familie kaum vergeben wurden. Diese Politik hielt bis zum Ende der Dynastie an. Nur einmal schritt die Kaiserinmutter ein: Der Kaiser wollte im Jahre 226 den General Cao Hong, einen Vetter Cao Caos, aus persönlichen Motiven hinrichten. Kaiserinmutter Bian erinnerte ihren Sohn an Cao Hongs Verdienste; insbesondere daran, wie er einst Cao Caos Leben gerettet hatte. Der Kaiser verzichtete darauf, Cao Hong hinzurichten, aber er entzog ihm seine Posten und Titel.

## Als Kaiseringroßmutter
Nach Cao Pis Tod bestieg sein Sohn Cao Rui 226 den Thron. Er ehrte seine Großmutter mit dem Titel der Kaiseringroßmutter. Frau Bian überwarf sich jedoch 227 mit Cao Ruis Gemahlin Yu, die bis dahin Prinzessin von Pingyuan gewesen war, nach Cao Ruis Thronbesteigung jedoch nicht zur Kaiserin erhoben worden war. Stattdessen war die Konkubine Mao Kaiserin geworden. Als Kaiseringroßmutter Bian versuchte, die aufgebrachte Prinzessin Yu zu beruhigen, versetzte diese: „Bei den Caos ist es ja Tradition, schimpfliche Frauen zu bevorzugen.“  Sie wollte die Kaiseringroßmutter nicht beleidigen, aber sie hatte vergessen, dass diese selbst aus den niedrigsten Verhältnissen stammte. Kaiseringroßmutter Bian war furchtbar empört, aber sie schickte Frau Yu lediglich nach Cao Ruis Anwesen in Pingyuan zurück.
| Personendaten    | Personendaten                               |
| ---------------- | ------------------------------------------- |
| NAME             | Bian, Kaiserinmutter                        |
| ALTERNATIVNAMEN  | Wuxuan, Kaiserin                            |
| KURZBESCHREIBUNG | chinesische Kaiserinmutter der Wei-Dynastie |
| GEBURTSDATUM     | 2. Jahrhundert                              |
| GEBURTSORT       | Langye-Kommandantur, Shandong, China        |
| STERBEDATUM      | 230                                         |